# Go-Hanazono
Go-Hanazono (後花園天皇, Go-Hanazono-tennō; 10 luglio 1419 – 18 gennaio 1471) è stato il 102º imperatore del Giappone secondo il tradizionale ordine di successione.

## Biografia
Regnò dal 1428 sino al 1464, Il suo nome personale era Hikohito-shinnō (彦仁親王?, Hikohito-shinnō).
Figlio del principe Fushimi-no-miya Sadafusa (伏見宮貞成親王) (1372 - 1456) e di Sachiko (幸子) (1390 - 1448), successe all'imperatore precedente che non aveva avuto figli. Dalla sua consorte Ōinomikado (Fujiwara) Nobuko ?? (大炊御門（藤原）信子) ebbe alcuni figli fra cui:
- Kanshin (観心女王)
- Naruhito (成仁親王) (che in seguito diventerà l'imperatore Go-Tsuchimikado)